# Freden
Freden é um município da Alemanha localizado no distrito de Hildesheim, estado da Baixa Saxônia.
É membro e sede do Samtgemeinde de Freden.